# Niwa (1989–1991)
«Ніва» (пол. «Niwa») — польський регіональний часопис, що видавався громадським комітетом Кольбушовської землі «Солідарність», який виходив у 1989—1991 роках у Кольбушові. За цей час вийшло 10 номерів часопису. Його головним редактором був Збіґнєв Ленарт.  Часопис охоплював весь Кольбушовський повіт. Тираж останнього номера часопису становив 1000 примірників.
Усі номери часопису заархівовані на вебсайті міської та районної публічної бібліотеки в Кольбушові та доступні безкоштовно у форматі PDF.